# Michael Coxcie

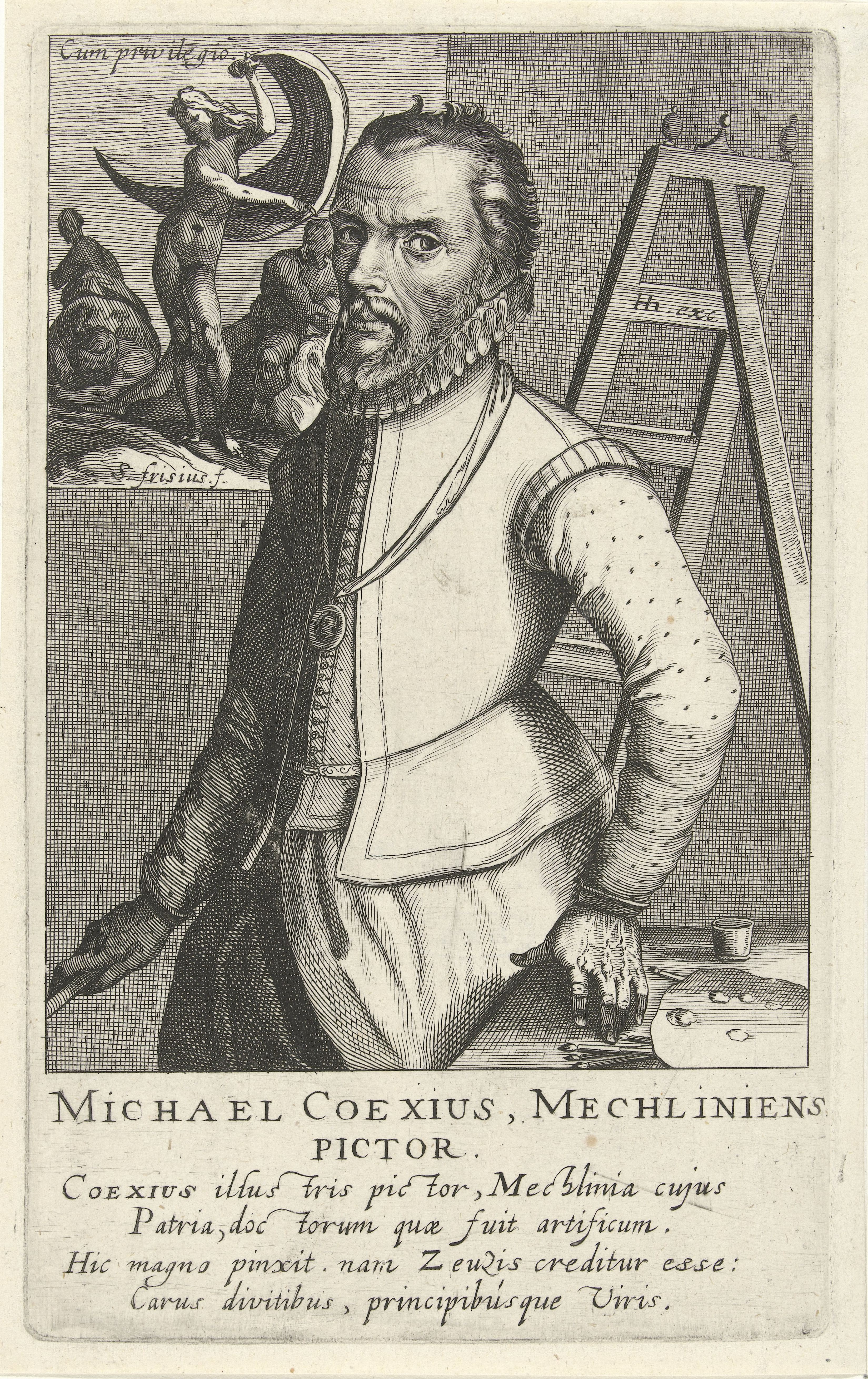
Michiel van Coxcie ritratto da Simon Frisius

Michael Coxcie, o Coxie (Malines, 1499 – Malines, 5 marzo 1592), è stato un pittore fiammingo.

## Biografia
La sua formazione artistica si concretizzò grazie agli insegnamenti di Bernard van Orley, che lo invitò a recarsi in Italia.
A Roma nel 1532 incontrò Giorgio Vasari che lo istruì sulla storia dell'arte della penisola e in breve tempo Coxcie si impegnò in una serie di affreschi per la cappella del cardinale Enckenvoirt, situata nella chiesa di Santa Maria dell'Anima, raffiguranti Storie di santa Barbara.
Il livello di questi lavori, a contatto con Michelangelo e Raffaello, viene considerato pregevole, grazie ad impianti equilibrati e maestosi.
Nella stessa chiesa il Coxcie affrescò una seconda cappella di cui oggi non resta traccia.
Rientrato in Patria nel 1538 ricoprì la mansione di maestro d'arte a Mechelen e si mise in evidenza con i lavori per l'altar maggiore della cappella posizionata nella Gilda di San Luca. Il modulo centrale dell'altar maggiore raffigura l'evangelista, patrono dei pittori, mentre i due lati adiacenti rappresentano il Martirio di san Vito e le Visioni dell'evangelista san Giovanni.
Nel 1541, alla morte di van Orley, Coxcie gli succedette nel ruolo di pittore di corte presso Maria d'Austria, per la quale decorò il castello di Binche. Due anni dopo prese la cittadinanza di Bruxelles e nel 1554 ottenne l'incarico di pittore di corte di Filippo II di Spagna, occupandosi del palazzo Reale di Madrid, decorato con la serie riguardante la vita di Ciro II di Persia, basata sugli scritti di Erodoto.
Il denominatore comune di Coxcie fu il romanismo di impronta raffaellesca non distante da Giulio Romano, anche se con il trascorrere degli anni il suo colorismo perse un po' di smalto e freschezza e il suo stile divenne meccanico.
In alcuni casi trovò spunto da felici paesaggi, ma soprattutto Coxcie divenne celebre per i ritratti, come ad esempio quello di Cristina di Danimarca del 1545.
Molte delle sue opere furono commissionate da Sigismondo II Augusto per il suo castello di Wawel.
Tra le altre opere si annoverano un'Ultima Cena del 1567 con sfondo vignolesco, un classicismo ed un umore controriformistico; un San Sebastiano del 1575 con accostamenti al Pollaiolo; il Martirio di san Giorgio del 1588 nella cattedrale di Mechelen; il trittico di San Gudula del 1592 nella cattedrale di Bruxelles.
Si sposò due volte: la sua prima moglie fu Ida van Hasselt con la quale ebbe tre figli, Anne, una scultrice, Willem e Raphaël, pittori; a settant'anni, nel 1569, sposò la sua seconda moglie, Jeanne van Schelle, con la quale ebbe due figli, Michiel, pittore, e Conrad.

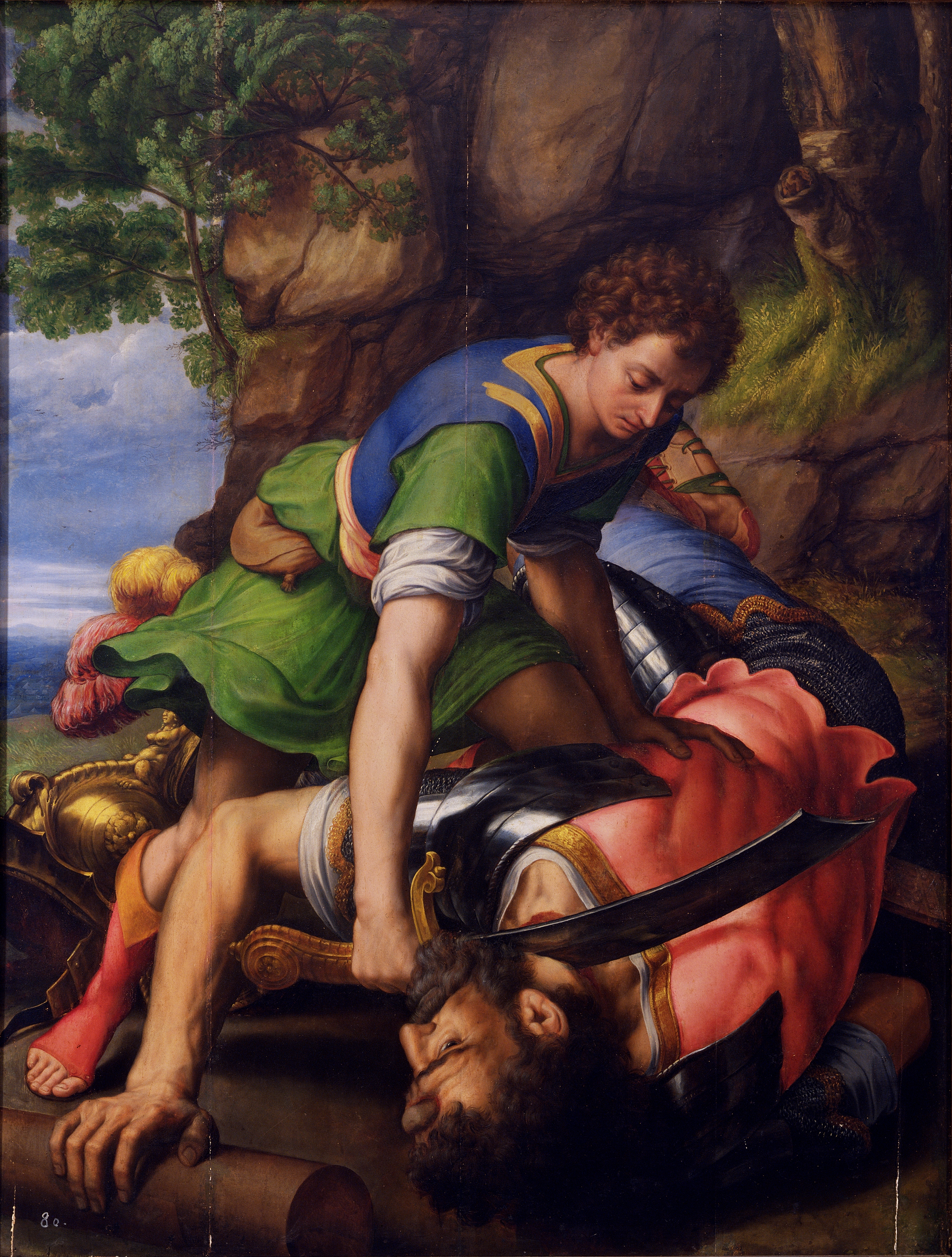
Davide e Golia, Escorial, Madrid
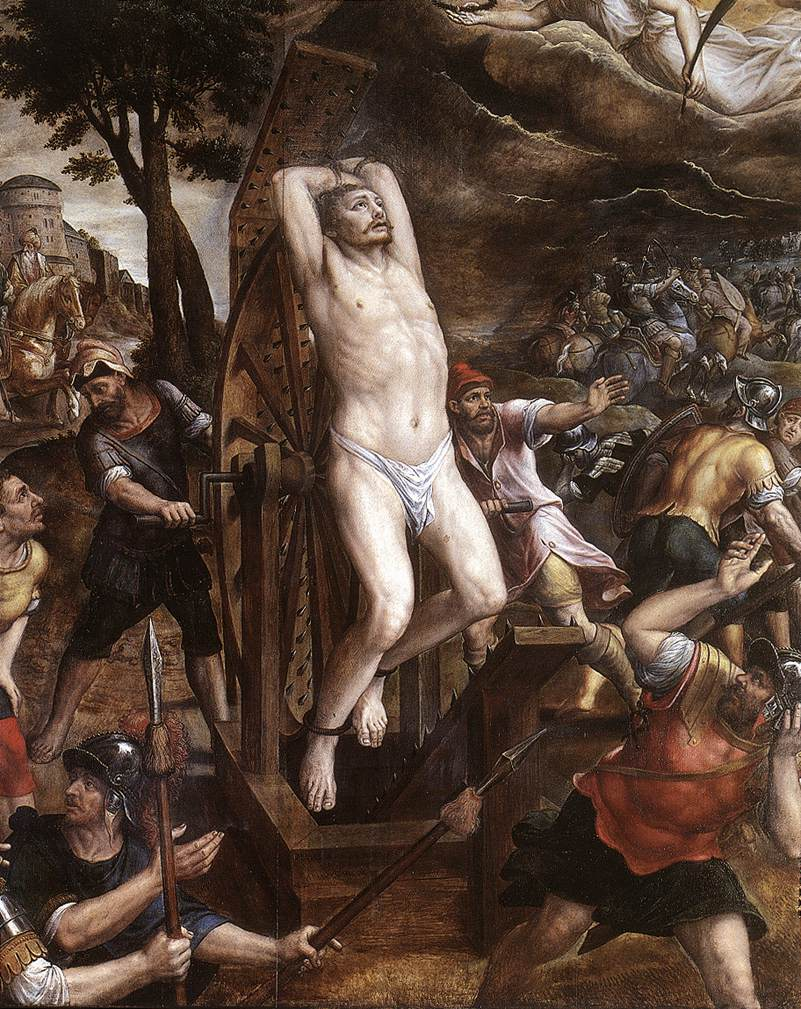
Tortura di San Giorgio, pannello centrale del trittico, Cattedrale di San Rombaldo, Malines
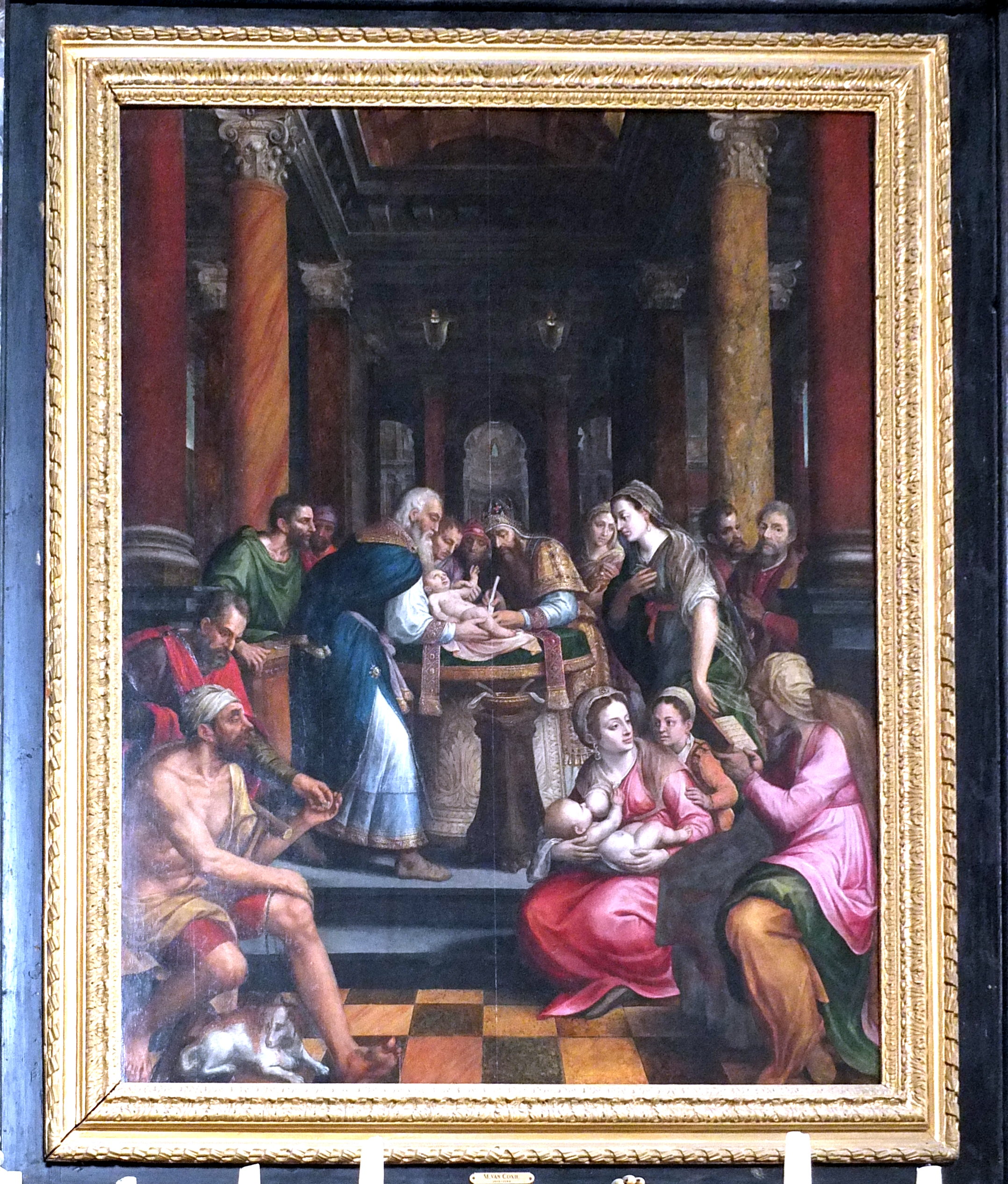
Circoncisione di Cristo, Cattedrale di San Rombaldo, Malines
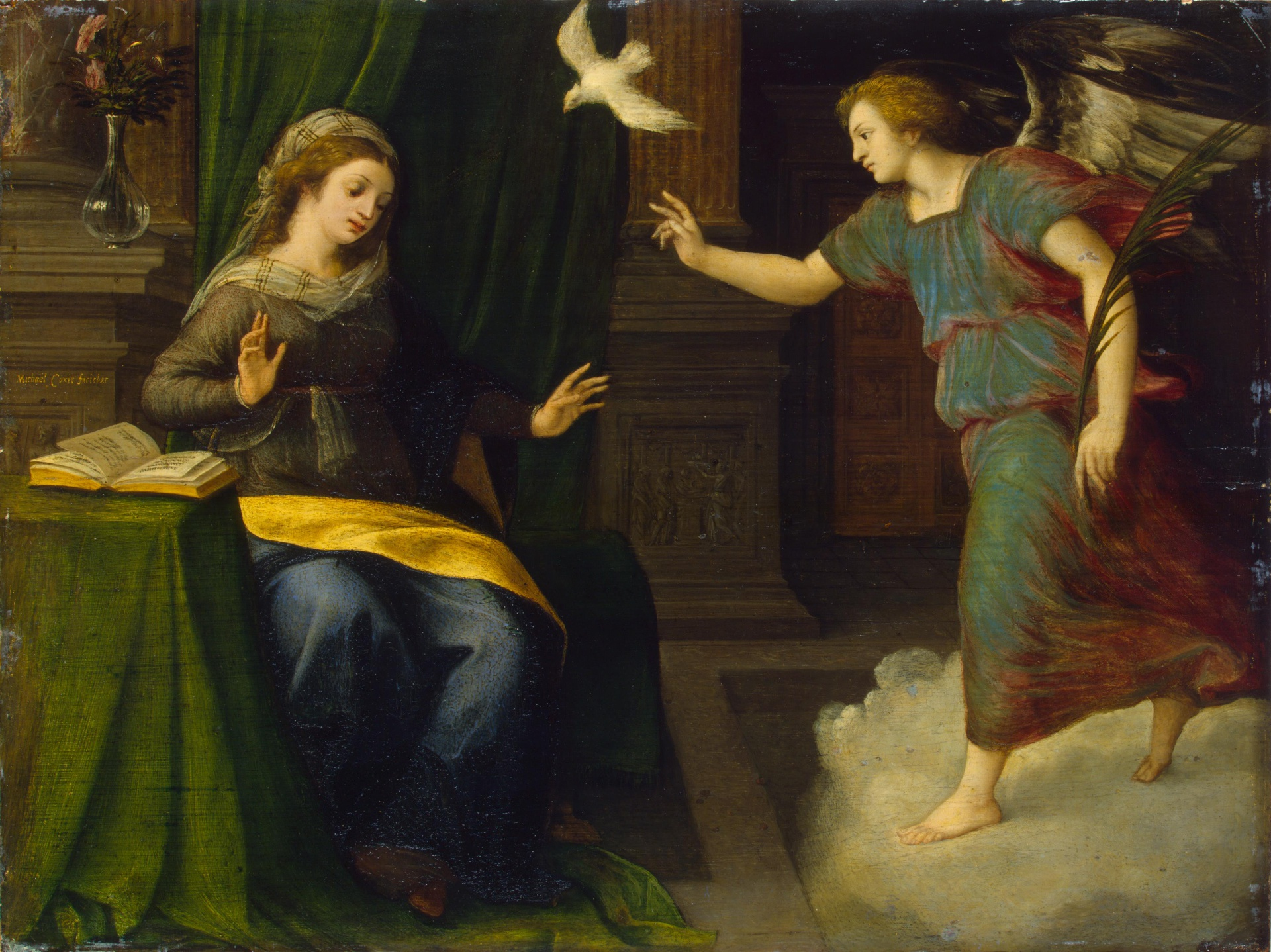
Annunciazione, Ermitage, San Pietroburgo
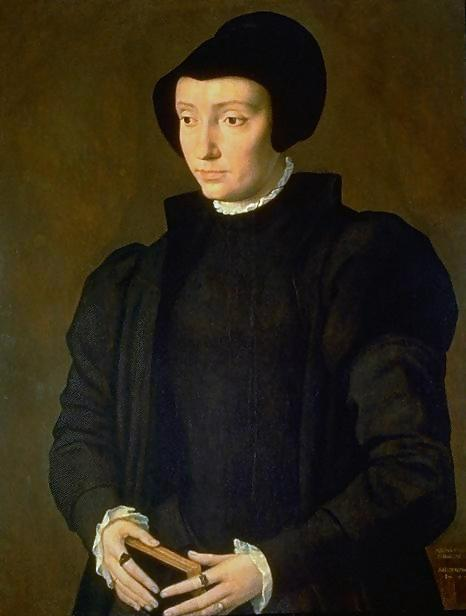
Cristina di Danimarca, Allen Memorial Art Museum, Oberlin, Ohio